# Giovanni da Nola
Giovanni da Nola (egentligen Giovanni Merliano), född 1478 i Nola i Kampanien, död 1558 i Neapel, var en italiensk bildhuggare. 
da Nola var en av de främsta representanterna för lokalskolan i Neapel, som huvudsakligen utmärkte sig för sin dekorativa talang och förmågan att i sina verk på ett lyckligt sätt förena det arkitektoniska och figurliga. Av hans altaren kan nämnas ett Mariaaltare i San Domenico Maggiore, ett Johannesaltare i samma kyrka, ett annat Johannesaltare i Monte Oliveto. Bäst är han i porträttbilder, i byster eller stoder på gravvårdar. Hans förnämsta relief är en Gravläggning i kyrkan Santa Maria delle Grazie i Neapel.